# Campo espinorial
Un campo espinorial es un tipo de campo físico que generaliza los conceptos de campos vectoriales y tensoriales. Si un campo tensorial es un tipo de representación lineal del grupo de Lorentz {\displaystyle {\mathcal {L}}}, un campo espinorial es una representación de su recubridor universal, el grupo lineal especial {\displaystyle SL(2,\mathbb {C} )}.
Muchas magnitudes físicas representables mediante campos tensoriales pueden representarse también matemáticamente por campos espinoriales de manera equivalente. Sin embargo algunos campos espinoriales no admiten análogos tensoriales. En ese sentido los campos espinoriales generalizan los campos vectoriales y tensoriales, que pueden ser vistos como casos particulares de magnitudes espinoriales. La mecánica cuántica hace un uso extensivo de los campos espinoriales sin análogo clásico.

## Introducción
Los vectores y tensores pueden ser vistos como espacios vectoriales reales asociados a una cierta representación de grupo del grupo de Lorentz, por lo que sus componentes varían de cierta manera peculiar cuando se expresan respecta a una base vectorial o una base rotada respecto a la anterior por ejemplo. Los espinores son espacios vectoriales complejos asociados a representaciones de grupo del espacio recubridor universal del grupo de Lorentz, es decir, {\displaystyle SL(2,\mathbb {C} )} o más exactamente de su álgebra de Lie.
Un campo espinorial se caracteriza por dos peculiaridades:
- Las medidas obtenidas por dos observadores inerciales de un mismo campo tensorial, están relacionadas por leyes de transformación asociadas a una representación de grupos de Lie {\displaystyle SL(2,\mathbb {C} )} o {\displaystyle SU(2,\mathbb {C} )} (Los campos vectoriales y tensoriales se transforman según representaciones de {\displaystyle SO(3,1,\mathbb {R} )} o {\displaystyle SO(3,\mathbb {R} )}).
- Las únicas magnitudes físicas directamente medibles son funciones "cuadráticas" de las componentes del campo (estas si se transforman de acuerdo a {\displaystyle SO(3,1,\mathbb {R} )} y {\displaystyle SO(3,\mathbb {R} )}).

Matemáticamente los espinores más simples son vectores cuyas componentes son números complejos (la dimensión vectorial sobre los complejos de un espacio de espinores de Weyl es dos, mientras que para los espinores de Dirac es cuatro). La diferencia entre un campo vectorial y un campo espinorial es la ley de transformación de componentes según diferentes observadores. Técnicamente un campo espinorial es una sección del fibrado espinorial del espacio-tiempo.
Formalmente, un campo espinorial es un campo tal que toma valores sobre un espacio vectorial, sobre el que se ha definido una representación del álgebra de Lie del grupo de Lorentz. El tipo más sencillo vector de dos componentes complejas (espinor ordinario o de dos componentes), cuyas componentes para diferentes observadores están relacionadas mediante matrices que constituyen una representación de {\displaystyle {\mathfrak {sl}}(2)}. Además en la descripción de fermiones y neutrinos es común el uso de espinores de cuatro componentes (espinor de Dirac).

### Motivación matemática
Las simetrías de un problema físico requieren que ciertas ecuaciones y entidades que representan magnitudes físicas, sean invariantes bajo la acción de un grupo sobre cierto conjunto de entes matemáticos. En relatividad especial el espacio-tiempo de Minkowski tiene al grupo de Poincaré como grupo de simetría. Debido a que dicho el grupo de Lorentz es un subgrupo del grupo de Poincaré, la covariancia de una teoría relativista requiere que una acción del grupo de Lorentz deje invariante ciertas expresiones de la teoría. Los aspectos cuánticos de la teoría requieren considerar representaciones proyectivas de dicho grupo.
Un teorema de Wigner lleva a que las representaciones proyectivas de un grupo de Lie, pueden obtenerse a partir de las representaciones ordinarias de su recubridor universal. Los recubridores universales del grupo de Lorentz {\displaystyle SO(3,1,\mathbb {R} )} y del grupo de rotaciones espaciales {\displaystyle SO(3,\mathbb {R} )} son respectivamente {\displaystyle SL(2,\mathbb {C} )} y {\displaystyle SU(2,\mathbb {C} )}.
La motivación es que los grupos de Lie {\displaystyle SL(2,\mathbb {C} )} y {\displaystyle SU(2,\mathbb {C} )} son además de compactos, simplemente conexos, puesto que el tratamiento cuántico de un campo físico requiere estudiar las representaciones proyectivas del grupo de simetría asociado al campo. Además resulta que las representaciones proyectivas de un grupo de Lie se reducen a las representaciones ordinarias de su recubridor universal. Así substituir los grupos {\displaystyle SO(3,1,\mathbb {R} )} y {\displaystyle SO(3,\mathbb {R} )} por sus recubridores universales {\displaystyle SL(2,\mathbb {C} )} y {\displaystyle SU(2,\mathbb {C} )} resuelve el problema de determinar todas las representaciones proyectivas irreducibles de los dos primeros grupos.

### Motivación física
En teoría cuántica de campos cualquier tipo de partícula material es tratada como un campo. Los dos tipos básicos de partículas son los bosones y los fermiones, los primeros pueden ser descritos adecuadamente mediante campos vectoriales o tensoriales mientras que los segundos sólo pueden ser descritos mediante campos espinoriales. Eso se sigue del teorema de Wigner y del teorema espín-estadística.

## Espinores en relatividad especial

### Espinores de Weyl
Los espinores de Weyl toman valores sobre {\displaystyle \scriptstyle \mathbb {C} ^{2}}. Como campos espinoriales no son directamente medibles ya que solo medibles combinaciones cuadráticas o con que son un producto de un número par de componentes de espinores de Weyl. Por ejemplo la densidad de electrones es de ese tipo. Existen dos tipos de espinores de Weyl usualmente llamados espinores dextrógiros y espinores levógiros. Cada uno de estos tipos de espinores está asociado a dos representaciones del álgebra de Lie del grupo de Lorentz diferentes, aunque ambas tienen la misma dimensión. Dados dos campos espinoriales uno dextrógiro (D) y otro levógiro (L), sus leyes de transformación de componentes vienen dadas por:

{\displaystyle {\begin{cases}\psi _{D}(x)\to &D_{0,1/2}(\Lambda )\psi _{D}(\Lambda ^{-1}x)\\\psi _{L}(x)\to &D_{1/2,0}(\Lambda )\psi _{L}(\Lambda ^{-1}x)\end{cases}},\quad \Lambda \in SO(1,3,\mathbb {R} ),\ D_{i,j}:SO(1,3,\mathbb {R} )\to gl(\mathbb {C} ^{2})}

La distinción anterior puede explicarse en los siguientes términos: las representaciones del álgebra de Lie complejificada del grupo de Lorentz {\displaystyle \scriptstyle \mathbb {C} \otimes {\mathfrak {so}}(3,1,\mathbb {R} )} pueden reducirse a las representaciones irreducibles de {\displaystyle \scriptstyle \mathbb {C} \otimes {\mathfrak {su}}(2)} ya que dicha álgebra puede considerarse como la suma directa de dos álgebras isomorfas:

{\displaystyle \mathbb {C} \otimes {\mathfrak {so}}(3,1,\mathbb {R} )=(\mathbb {C} \otimes {\mathfrak {su}}(2))\oplus (\mathbb {C} \otimes {\mathfrak {su}}(2))}

La notación {\displaystyle \scriptstyle D_{i,j}} se refiere a los pesos i y j de la representación en cada uno de los dos espacios {\displaystyle \scriptstyle \mathbb {C} \otimes {\mathfrak {su}}(2)}.

### Espinores de Dirac
Un biespinor de Dirac no es otra cosa que un elemento del doble producto cartesiano de un espacio de espinores ordinarios o espinores de Weyl:

{\displaystyle \psi _{Dirac}(x)={\begin{bmatrix}\psi _{R}(x)\\\psi _{L}(x)\end{bmatrix}}\in \mathbb {C} ^{2}\times \mathbb {C} ^{2}}

Sin embargo, debe tenerse presente que el espinor "derecho" (right) {\displaystyle \psi _{R}(x)} se transforma según una representación (1/2, 0) mientras que el espinor "izquierdo" (left) {\displaystyle \psi _{L}(x)} se transforma según una representación (0, 1/2), aunque cada uno de los dos pertenece a un espacio isomorfo a {\displaystyle \mathbb {C} ^{2}}.
Los biespinores de Dirac también pueden usarse para representarse espinores de Weyl. Para los biespinores de Dirac pueden escogerse diferentes interpretaciones en función de la forma que se tome para las matrices de Dirac. La representación de Weyl para las matrices de Dirac es la más conveniente para calcular transformaciones de Lorentz de espinores.
Desde un punto de vista elemental campo espinorial de Dirac es un campo vectorial de cuatro componentes complejas, tal que sus componentes medidas por diferentes observadores están relacionadas por relaciones definibles en términos de espinores ordinarios.

### Espinores de Majorana
Un espinor de Majorana es un subtipo de biespinor de Dirac que se usa para describir campos físicos cuya partícula asociada coincide con su propia antipartícula. Así bajo una operación de conjugación de carga tenemos {\displaystyle \Psi ^{c}=\Psi } o más explícitamente:

{\displaystyle {\Psi }^{c}=\mathbf {\hat {C}} {\bar {\Psi }}^{T}=\Psi }

donde {\displaystyle \mathbf {\hat {C}} } es el operador o matriz de conjugación de carga.

## Espinores en mecánica cuántica no relativista
Los espinores de Pauli forman un subespacio vectorial de los espinores de Weyl y se transforman según representaciones de SU(2) en lugar de SL(2,C) se usan para representar el espín tridimensional de una partícula. Debe tenerse en cuenta que al igual que sucedía con el grupo de Lorentz {\displaystyle {\mathcal {L}}={\text{SO}}(3,1)}, el grupo de rotaciones tridiomensionales SO(3) no es simplemente conexo y, por eso, sus representaciones proyectivas coinciden con las de su recubridor universal que es SU(2).